# Aviary (Julia Holter)
Aviary è il quinto album in studio della musicista americana Julia Holter, uscito il 26 ottobre 2018 da Domino.
È stato preceduto dai singoli I Shall Love 2 e Words I Heard. Il titolo dell'album è derivato da una linea nella raccolta del poeta Etel Adnan del 2009 di Master of the Eclipse.
Holter ha detto che i concetti riguardanti la "memoria" hanno avuto un'influenza fondamentale durante la stesura di Aviary. In un'intervista con DIY, ha rivelato che "la memoria era un tema che continuava ad emergere: ricordi che emergono nella mente che si intromettono nei tuoi pensieri, ho iniziato a notare che c'erano ali di immagini, uccelli". Menzionò che questi temi erano principalmente influenzati dal Master of Eclipse di Etel Adnan e dal Libro della memoria di Mary Carruthers. Parlando di entrambi i lavori in un'intervista a Pitchfork, Holter ha dichiarato che "stavo leggendo il Libro della memoria di Mary Carruthers, su come la memoria funzionava nel Medio Evo. La memoria è qualcosa a cui sono profondamente interessato. Il libro Etel Adnan parla di come i ricordi ti perseguitano, e questo è stato davvero in risonanza con me: .. "Mi sono ritrovato in una voliera piena di uccelli urlanti". Quello che ho capito è che ci sono queste connessioni nella mia mente tra estremi: bei suoni di uccelli, strilli suoni di uccelli, bei ricordi, terribili ricordi... Ed ecco dove_ Aviary_ tutto aveva senso per me: questi uccelli che sono come ricordi che volano in giro, tutto è come se succedesse in una volta".
Holter ha anche nominato il musicista jazz Alice Coltrane e il suo quinto album Universal Consciousness come un'influenza. Mentre componeva canzoni come Words I Heard, Holter ha dichiarato che, "ha improvvisato delle melodie per volare attorno alla canzone, e poi ha trascritto quella per violino in 4 parti [...] ognuna in intervalli simili, facendo cose simili ma in momenti diversi, tipo di immersione in quell'effetto "incastrato" di cui mi sono occupato in tutto il disco: quell'eccitante combinazione di synth e archi nella musica di Coltrane sembra speranzosa in un certo senso, la bellezza si sente infinita o qualcosa, e io ne sono stato ispirato."
Holter ha annunciato l'uscita di Aviary il 6 settembre 2018, insieme all'uscita del singolo I Shall Love 2, accompagnato da un montaggio radiofonico e da un video musicale diretto da Dicky Bahto, che ha anche disegnato la copertina dell'album. Il 17 ottobre, ha pubblicato un secondo singolo, Words I Heard, accompagnato anche da un montaggio radiofonico e da un video musicale diretto da Bahto. Il video è stato ispirato da un saggio di Etel Adnan, che ha anche ispirato il titolo dell'album. L'album è stato pubblicato il 26 ottobre tramite Domino Recording Company in formato digitale e su un doppio CD e 2xLP. Holter ha iniziato a scrivere l'album nel 2016, e in seguito ha registrato demo delle canzoni a casa. Molte delle voci prese da quelle registrazioni soliste, che lei ha usato per guidare i collaboratori in studio, sono finite nell'album.

## Tracce
1. Turn the Light On – 4:16
2. Whether – 2:58
3. Chaitius – 8:10
4. Voce Simul – 6:34
5. Everyday Is an Emergency – 7:45
6. Another Dream – 6:07
7. I Shall Love 2 – 5:18
8. Underneath the Moon – 6:49
9. Colligere – 6:11
10. In Gardens' Muteness – 6:36
11. I Would Rather See – 4:51
12. Les Jeux to You – 6:18
13. Words I Heard – 6:39
14. I Shall Love 1 – 5:09
15. Why Sad Song – 6:07